# 4986 Osipovia
4986 Osipovia је астероид главног астероидног појаса чија средња удаљеност од Сунца износи 2,565 астрономских јединица (АЈ).
Апсолутна магнитуда астероида је 13,3.